# محمد الدالي
محمد أحمد الدالي (1372- 1443 هـ / 1953- 2021 م) من علماء العربية، باحث ومُحقق لغوي سوري، وأستاذ جامعي، كان عضوًا في مجمع اللغة العربية بدمشق.

## ولادته وتحصيله

محمد أحمد الدالي في شبابه

ولد محمد الدالي في مصياف في محافظة حماة السورية، بتاريخ 20 من ذي القَعدة 1372هـ الموافق 1 أغسطس (آب) 1953م. بدأ بحفظ القرآن الكريم وهو في الرابعة من عمره، إلا أنه لم يتم حفظه لالتحاقه بالدراسة في المدرسة. نال شهادة الابتدائية عام 1966، والمتوسطة عام 1969، ثم حصل على شهادة الثانوية في الفرع العلمي في العام 1972 ليلتحق بكلية العلوم في جامعة دمشق لدراسة العلوم الطبيعية وأمضى سنة واحدة في دراستها، ولأنه كان محبًّا للغة العربية، تقدَّم لامتحان الشهادة الثانوية في الفرع الأدبي ونالها عام 1973 ليلتحقَ بكلية الآداب في جامعة دمشق وحصل على إجازة (بكالوريوس) في الآداب عام 1978.
تابع محمد الدالي دراساته العليا في كلية الآداب، فحصل على دبلوم الدراسات العليا عام 1980، والماجستير عام 1982 وحملت رسالته عنوان تحقيق «سِفْر السعادة وسَفِير الإفادة» لعلم الدين السَّخاوي، بإشراف الدكتور شاكر الفحَّام، ونال الدكتوراه في النحو والصرف عام 1988 عن أطروحته تحقيق «كشف المُشكِلات وإيضاح المُعضِلات» للأصبهاني الباقولي، بإشراف الدكتور عبد الحفيظ السطلي.
ولزم العلَّامة شيخ العربية أحمد راتب النفاخ ملازمة طويلة، وتخرَّج بعلمه ومنهجه في تحقيق التراث اللغوي والأدبي.

## عمله ووظائفه
عُيّن الدالي في عام 1989 مُدرسًّا للنحو والصرف في قسم اللغة العربية بجامعة دمشق، ثم أستاذًا مُساعدًا عام 1994. في عام 1992 أُعير إلى جامعة قطر ودرَّس فيها مدَّة خمس سنوات ثم رجع إلى عمله في قسم اللغة العربية في جامعة دمشق، ورُقي في عام 2000 إلى درجة الأستاذية، وفي عام 2001 باشر عمله في جامعة الكويت أستاذًا في قسم اللغة العربية حتى عام 2020 حين أنهى عقده واستقال ورجع إلى سوريا للتفرُّغ للتحقيق.

## كتبه وآثاره

### في التحقيق
1. (المُجتَنى) لابن دُرَيد الأَزْدي (ت 321هـ)، دار الفكر بدمشق، ط1، 1400هـ/ 1979م، ط2، 1402هـ/ 1982م، لم يُثبَت اسمُه على غلافها، وذكره الناشرُ في مقدِّمته. دار الجفَّان والجابي بدمشق وقبرص، ط1، 1418هـ/ 1997م، نصَّ على أنها الطبعةُ الأولى المحقَّقة والمنقَّحة، وأنها تجُبُّ ما قبلها، وأنه غيرُ راضٍ عن صَنيعه في طبعة دار الفكر.

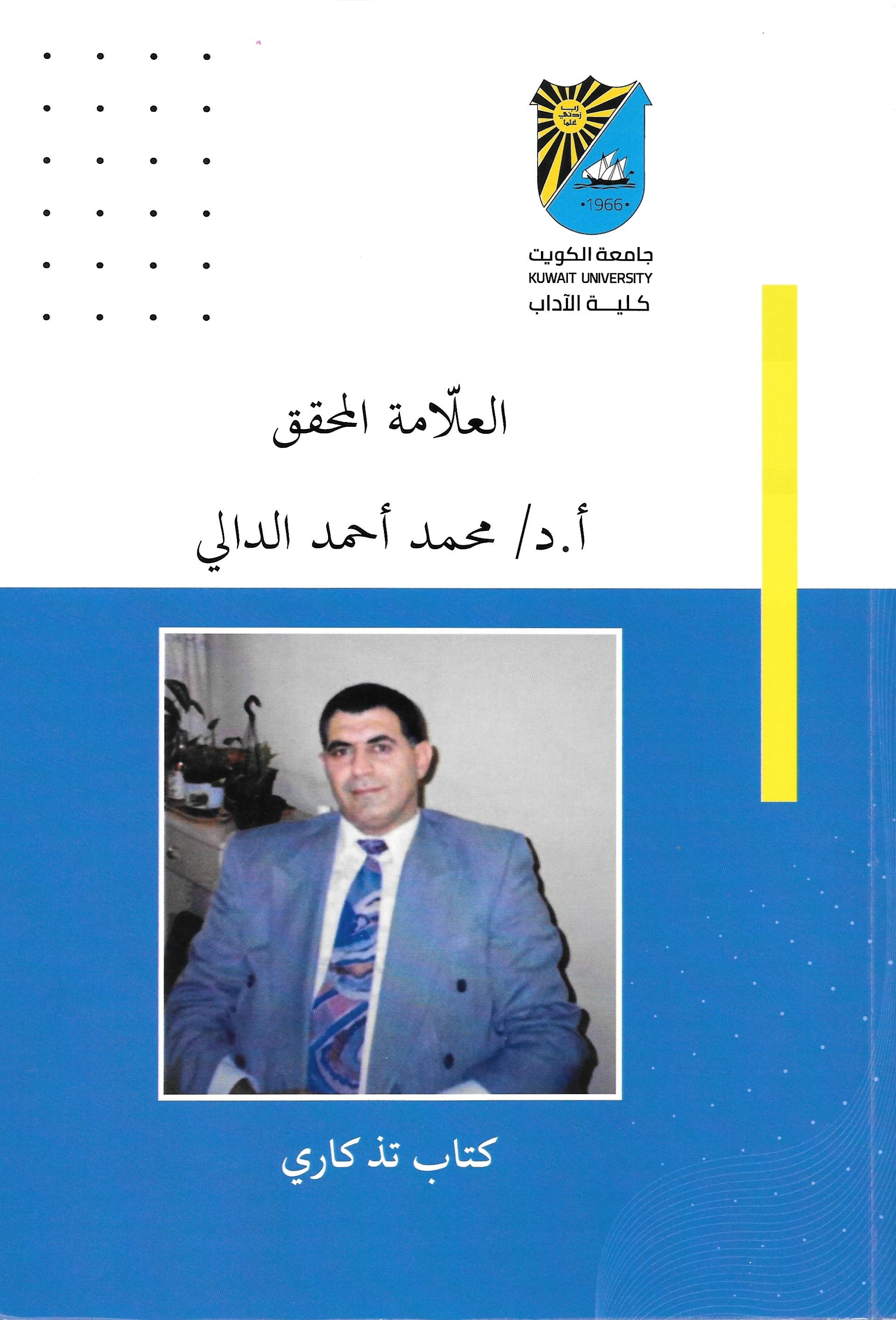

2. (أدب الكاتب) لابن قُتَيبة الدِّينَوَري (ت 276هـ)، مؤسسة الرسالة ببيروت، ط1، 1402هـ/ 1981م، ط3، 1416هـ/ 1996م، في مجلَّد كبير.
3. (سِفر السعادة وسَفير الإفادة) لعَلَم الدين السَّخاوي (ت 642هـ)، ط1، مجمع اللغة العربيَّة بدمشق، 1403هـ/ 1983م، ط2، دار صادر ببيروت، 1415هـ/ 1995م، في ثلاثة مجلَّدات.
4. (الكامل في اللغة والأدب) لأبي العبَّاس المُبَرِّد (ت 286هـ)، مؤسسة الرسالة ببيروت، ط1، 1406هـ/ 1986م، ط4، 1425هـ/ 2004م، في أربعة مجلَّدات.
5. (مسائل نافع بن الأزرق عن عبد الله بن العبَّاس) رواية أبي بكر الخُتَّلي (ت 365هـ) وأبي طاهر ابن العلَّاف (ت 442هـ)، دار الجفَّان والجابي بدمشق وقبرص، ط1، 1413ه/ 1993م.
6. (أخبار في النحو) رواية أبي طاهر عبد الواحد بن عمر بن أبي هاشم (ت 349هـ) عن شيوخه، دار الجفَّان والجابي بدمشق وقبرص، ط1، 1413هـ/ 1993م.
7. (كشف المُشكِلات وإيضاح المُعضِلات) لجامع العلوم الأصبهاني الباقولي (ت 542هـ)، ط1، مجمع اللغة العربيَّة بدمشق، 1415هـ/ 1995م، ط2، دار القلم بدمشق، 1444هـ/ 2022م، في أربعة مجلَّدات.
8. (جواب المسائل العشر) لابن بَرِّي (ت 582هـ)، دار البشائر بدمشق، ط1، 1418هـ/ 1997م.
9. (الإقناع لما حَوى تحت القِناع) لبُرهان الدين المُطَرِّزي (ت 610هـ)، حقَّقه بالاشتراك مع د. سلَّامة عبد الله السُّويدي، مركز الدراسات والوثائق الإنسانية بجامعة قطر، ط1، 1419هـ/ 1999م.
10. (شمس العُلوم ودواء كلام العرب من الكُلوم) من (أ - ح)، لنَشْوان بن سعيد الحِمْيَري (ت 573هـ)، دار الفكر بدمشق، ط1، 1421هـ/ 2000م، وعلَّق بخطِّ يده عند تاريخ الطبعة بقوله: "فُرغ من طبعه في أوائل أيلول 2001م" قلت: ويوافقه جُمادى الآخِرة 1422هـ، في مجلَّد كبير.
11. (تفسير غريب ما في كتاب سِيبَوَيه من الأبنية) لأبي حاتِم السِّجِسْتاني (ت 255هـ)، دار البشائر بدمشق، ط1، 1422هـ/ 2001م.
12. (الاستدراك على أبي عليٍّ الفارسيِّ في الحُجَّة) لجامع العلوم الأصبهاني (ت 542هـ)، مكتبة البابطين المركزية للشعر العربي في الكويت، ط1، 1428هـ/ 2007م، في مجلَّد كبير.
13. (الإبانة في تفصيل ماءات القرآن، وتخريجِها على الوجوه التي ذكرَها أربابُ الصِّناعة) لجامع العلوم الأصبهاني (ت 542هـ)، ط1، وِزارة الأوقاف والشؤون الإسلامية في الكويت، 1430هـ/ 2009م، ط2، دار البشائر بدمشق، 1435هـ/ 2014م، في مجلَّد كبير.
14. (جواهر القرآن ونتائج الصَّنعة) لجامع العلوم الأصبهاني (ت 542هـ)، دار القلم بدمشق، ط1، 1440هـ/ 2019م، في أربعة مجلَّدات.[3]

وخلَّف الأستاذُ رحمه الله عددًا من الكتب؛ منها ما هو مجهَّزٌ للنشر، ومنها ما قطعَ شوطًا بعيدًا في تحقيقه، ومنها ما مهَّد للعمل فيه.

#### ممَّا أعاد تحقيقَه
بالاعتماد على أصول خطِّية لم يكن وقفَ عليها من قبلُ، وهو مجهَّزٌ للنشر:
1. (المُجتَنى) لابن دُرَيد الأَزْدي (ت 321هـ).
2. (مسائل نافع بن الأزرق عن عبد الله بن العبَّاس).
3. (الإقناع لما حَوى تحت القِناع) لبُرهان الدين المُطَرِّزي (ت 610هـ).

#### ممَّا قطع شوطًا بعيدًا في تحقيقه والتعليق عليه
1. (ديوان الفَرَزْدَق) صَنعةُ أبي سعيد السُّكَّري (ت 290هـ)، برواية المُفضَّل الضَّبِّي (ت 178هـ)، وأبي عُبيدة مَعمَر بن المثنَّى (ت 208هـ)، وأبي عَمرو الشَّيباني (ت 205هـ) حقَّقه وكشفَ غوامضَه، وعلَّق عليه، ووصَلَه وذيَّل عليه. قدَّرَ له أن يكونَ في أربعة مجلَّدات.
2. (الملخَّص في الوقف والابتداء) لجامع العلوم الأصبهاني (ت 542هـ)، قدَّرَ له أن يكونَ في 1200 صفحة.

#### ممَّا عزمَ على تحقيقه، وجمعَ نسخَه الخطِّية، وهيَّأ أسبابَ العمل فيه
1. (الكامل في اللغة والأدب) للمُبَرِّد (ت 286هـ)، نشرة جديدة ناسخة للقديمة.
2. (أدب الكاتب) لابن قُتَيبة (ت 276هـ)، نشرة جديدة ناسخة للقديمة.
3. (الاقتضاب في شرح أدب الكُتَّاب) لابن السِّيد البَطَلْيَوسي (ت 521هـ).
4. (المخصَّص) لابن سِيدَه (ت 458هـ).[4]

### في التأليف
لم يُعنَ الأستاذُ بالتأليف ابتداءً، غيرَ أن ما نشره في مجلَّات علميَّة مرموقة؛ من دراسات وبحوث ومقالات علميَّة، ورسائلَ محقَّقة ونصوص مجموعة، وعلى رأسها مجلَّةُ مجمع اللغة العربيَّة بدمشق، بلغت مبلغًا كبيرًا، فجمعَها كلَّها في كتابه (الحصائل في علوم العربيَّة وتراثها)، الذي صدَر عن دار النوادر بدمشق وبيروت والكويت، ط1، 1432هـ/ 2011م، في ثلاثة مجلَّدات.

## كُتِب عنه
- العلَّامة المحقِّق أ. د. محمد أحمد الدالي (كتاب تَذكاري)، كلية الآداب بجامعة الكويت، 2023. شارك فيه عدد من الأعلام مثل: د. محمد حسان الطيان، وأيمن ذو الغنى، وآخرون.

## وفاته
توفي محمد أحمد الدالي يوم الأحد 16 ربيع الآخر 1443هـ الموافق 21 نوفمبر (تشرين الثاني) 2021م، عن عمر ناهز 68 عامًا بعد إصابته بمرض فيروس كورونا.

## وصلات خارجية
- محمد أحمد الدالي وجامع العلوم، لتلميذه أيمن بن أحمد ذو الغنى، مجلة المخطوطات الثقافية، الصادرة عن معهد المخطوطات العربية بالقاهرة، العدد (2) شعبان 1440هـ، مايو 2019.